# Annette Riedel

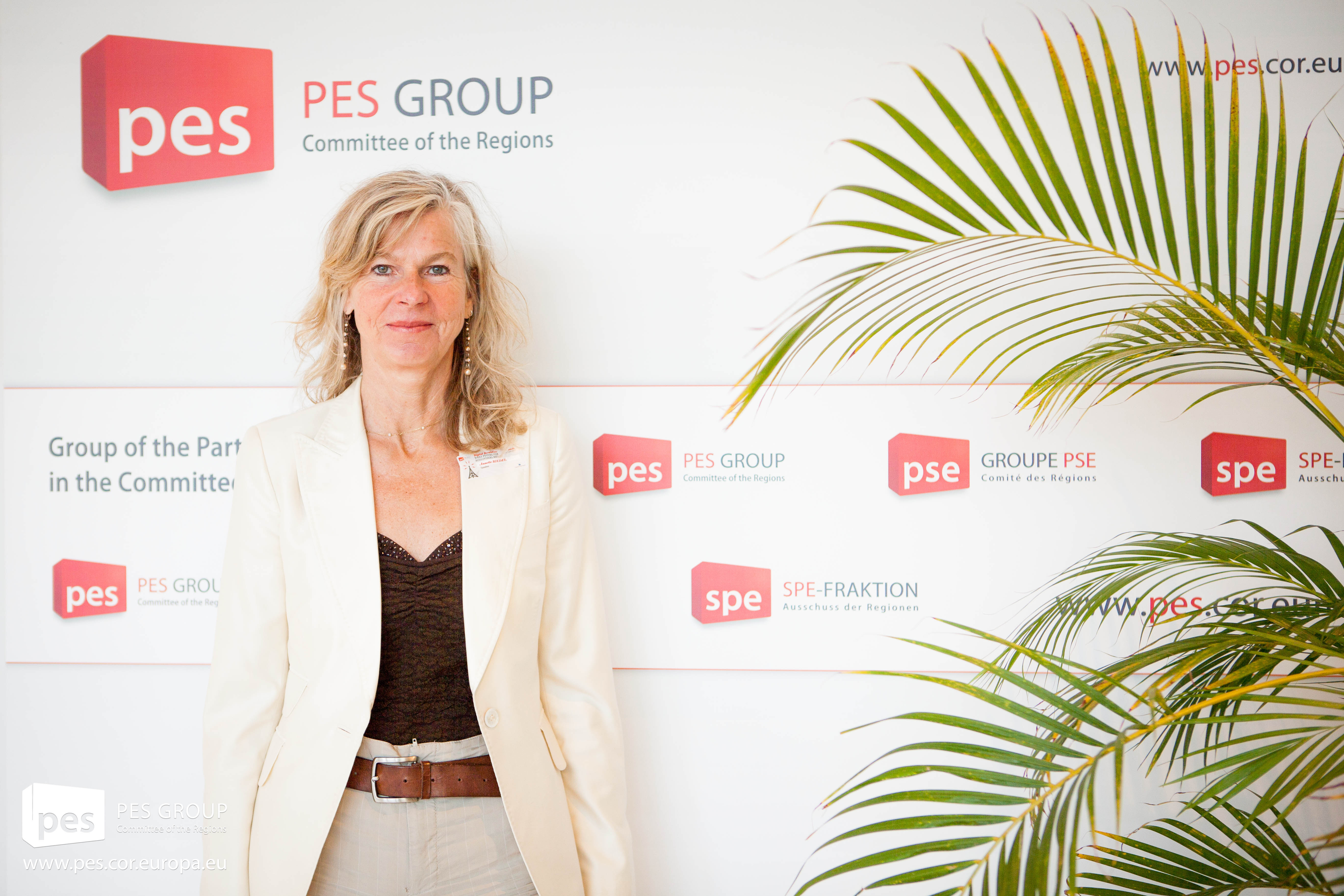
Annette Riedel (2014)

Annette Riedel ist eine deutsche Moderatorin und ehemalige leitende Hörfunkjournalistin und Auslandskorrespondentin für den Deutschlandfunk (DLF) in Brüssel.

## Leben
1977 schrieb sie ihr Abitur und studierte Deutsch und Englisch an der Freien Universität Berlin. Seit 1976 ist sie beim Hörfunk und als freie Mitarbeiterin bei RIAS in Berlin. Ab 1981 war sie Stipendiatin in den USA. Seit 1997 ist sie als Redakteurin, Moderatorin und Autorin beim Deutschlandfunk Kultur in Berlin tätig, wo sie ab 2007 Chefin vom Dienst der Redaktion wurde. Zum März 2012 wechselte sie als Landeskorrespondentin nach Brüssel und berichtet von dort über die Europäische Union, die Benelux-Staaten und die NATO. Dafür ist sie öfters in Straßburg, um aus dem Europäischen Parlament sowie dem Europäischen Gerichtshof für Menschenrechte oder dem Europäischen Gerichtshof in Luxemburg zu berichten. Seit vielen Jahren ist sie Moderatorin öffentlicher Veranstaltungen.

## Werke
Riedel ist Autorin und Mitwirkende von 13 Ausgaben der täglichen Sendung Hintergrund im DLF und vieler weiteren Sendungen.